# Irlande aux Jeux olympiques d'été de 2024
L'Irlande participe aux Jeux olympiques de 2024 à Paris. Il s'agit de sa 23e participation à des Jeux olympiques d'été.
Le golfeur Shane Lowry et l'athlète Sarah Lavin sont nommés porte-drapeaux de la délégation irlandaise.

## Délégation irlandaise
La délégation irlandaise compte 133 sportifs disputant 14 disciplines différentes. Il s'agit de la plus grande délégation irlandaise jamais déplacée aux Jeux Olympiques.
Le record de médailles pour une délégation irlandaise a été obtenu lors des Jeux olympiques d'été de 2012 à Londres avec six médailles. Pour cette nouvelle olympiade, les irlandais se disent armés pour battre ce record.
Les athlètes les plus attendus pour les médailles sont Rhys McClenaghan au cheval d'arçon, Daniel Wiffen en natation (800n et 1500m), Rhasidat Adeleke en athlétisme (400m), Kellie Harrington championne olympique en titre en boxe anglaise et Paul O'Donovan et Fintan McCarthy en aviron, O'Donovan étant triple médaillé aux JO. Austin O'Connor (en), en concours complet en équitation, participe à ses quatrièmes Jeux olympiques.

## Nombre d’athlètes qualifiés par sport
Voici la liste des qualifiés et sélectionnés irlandais par sport (remplaçants compris) :
| Sport                                                                               | Hommes | Femmes | Total |
| ----------------------------------------------------------------------------------- | ------ | ------ | ----- |
| Athlétisme                                                                          | 5      | 13     | 18    |
| Aviron                                                                              | 6      | 10     | 16    |
| Badminton                                                                           | 1      | 1      | 2     |
| Boxe                                                                                | 4      | 6      | 10    |
| Canoë-kayak                                                                         | 2      | 1      | 3     |
| Cyclisme                                                                            | 2      | 5      | 7     |
| Équitation                                                                          | 4      | 3      | 7     |
| Golf                                                                                | 2      | 2      | 4     |
| Gymnastique                                                                         | 1      | 0      | 1     |
| Hockey sur gazon                                                                    | 12     | 12     | 24    |
| Sports aquatiques • Natation sportive • Plongeon • Natation artistique • Water-polo | 3      | 6      | 9     |
| Rugby à sept                                                                        | 12     | 12     | 24    |
| Taekwondo                                                                           | 1      | 0      | 1     |
| Voile                                                                               | 3      | 1      | 4     |
| Total                                                                               | 62     | 60     | 122   |

## Médaillés

### Tableau des médailles
| Sport         | Discipline                 | Athlète(s)                     | Performance | Date            |
| ------------- | -------------------------- | ------------------------------ | ----------- | --------------- |
| Natation      | 800m nage libre            | Daniel Wiffen                  | 7:38:19     | 30 juillet 2024 |
| Aviron        | Deux de couple poids léger | Paul O'Donovan Fintan McCarthy | 6:10.99     | 2 août 2024     |
| Gymnastique   | Cheval d'arçon             | Rhys McClenaghan               | 6:10.99     | 3 août 2024     |
| Boxe anglaise | Poids légers               | Kellie Harrington              | 6:10.99     | 6 août 2024     |

| Sport | Discipline | Athlète(s) | Performance | Date |
| ----- | ---------- | ---------- | ----------- | ---- |
|       |            |            |             |      |

| Sport    | Discipline       | Athlète(s)               | Performance | Date            |
| -------- | ---------------- | ------------------------ | ----------- | --------------- |
| Natation | 100m brasse      | Mona McSharry            | 1:05.59     | 29 juillet 2024 |
| Aviron   | Deux de couple   | Daire Lynch Philip Doyle | 6:15.17     | 1er août 2024   |
| Natation | 1500m nage libre | Daniel Wiffen            | 14:39:63    | 4 août 2024     |

### Bilan général
L'Irlande bat un double record pour cette édition 2024 des Jeux olympiques. Celui du nombre de médailles et celui du nombre de médailles d'or.
| Sport            | Médaille d'or, Jeux olympiques | Médaille d'argent, Jeux olympiques | Médaille de bronze, Jeux olympiques | Total | Rang pays |
| ---------------- | ------------------------------ | ---------------------------------- | ----------------------------------- | ----- | --------- |
| Athlétisme       | 0                              | 0                                  | 0                                   | 0     |           |
| Aviron           | 1                              | 0                                  | 1                                   | 2     |           |
| Badminton        | 0                              | 0                                  | 0                                   | 0     |           |
| Boxe             | 1                              | 0                                  | 0                                   | 1     |           |
| Canoë-kayak      | 0                              | 0                                  | 0                                   | 0     |           |
| Cyclisme         | 0                              | 0                                  | 0                                   | 0     |           |
| Équitation       | 0                              | 0                                  | 0                                   | 0     |           |
| Golf             | 0                              | 0                                  | 0                                   | 0     |           |
| Gymnastique      | 1                              | 0                                  | 0                                   | 1     |           |
| Hockey sur gazon | 0                              | 0                                  | 0                                   | 0     |           |
| Natation         | 1                              | 0                                  | 2                                   | 3     |           |
| Rugby à sept     | 0                              | 0                                  | 0                                   | 0     |           |
| Taekwondo        | 0                              | 0                                  | 0                                   | 0     |           |
| Voile            | 0                              | 0                                  | 0                                   | 0     |           |
| Total            | 4                              | 0                                  | 3                                   | 7     |           |

| Jour       | Médaille d'or, Jeux olympiques | Médaille d'argent, Jeux olympiques | Médaille de bronze, Jeux olympiques | Total |
| ---------- | ------------------------------ | ---------------------------------- | ----------------------------------- | ----- |
| 26 juillet | 0                              | 0                                  | 0                                   |       |
| 27 juillet | 0                              | 0                                  | 0                                   |       |
| 28 juillet | 0                              | 0                                  | 0                                   |       |
| 29 juillet | 0                              | 0                                  | 1                                   | 1     |
| 30 juillet | 1                              | 0                                  | 0                                   | 1     |
| 31 juillet | 0                              | 0                                  | 0                                   |       |
| 1er août   | 0                              | 0                                  | 1                                   | 1     |
| 2 août     | 1                              | 0                                  | 0                                   | 1     |
| 3 août     | 1                              | 0                                  | 0                                   | 1     |
| 4 août     | 0                              | 0                                  | 1                                   | 1     |
| 5 août     | 0                              | 0                                  | 0                                   |       |
| 6 août     | 1                              | 0                                  | 0                                   | 1     |
| 7 août     | 0                              | 0                                  | 0                                   |       |
| 8 août     | 0                              | 0                                  | 0                                   |       |
| 9 août     | 0                              | 0                                  | 0                                   |       |
| 10 août    | 0                              | 0                                  | 0                                   |       |
| 11 août    | 0                              | 0                                  | 0                                   |       |
| Total      | 4                              | 0                                  | 3                                   | 7     |

| Sexe   | Médaille d'or, Jeux olympiques | Médaille d'argent, Jeux olympiques | Médaille de bronze, Jeux olympiques | Total |
| ------ | ------------------------------ | ---------------------------------- | ----------------------------------- | ----- |
| Hommes | 3                              | 0                                  | 2                                   | 5     |
| Femmes | 1                              | 0                                  | 1                                   | 2     |
| Total  | 4                              | 0                                  | 3                                   | 7     |

## Résultats

### Athlétisme

#### Hommes
| Athlètes        | Épreuve | Premier tour (ou tour préliminaire) | Premier tour (ou tour préliminaire) | Repêchage (ou premier tour) | Repêchage (ou premier tour) | Demi-finales  | Demi-finales | Finale  | Finale  |
| Athlètes        | Épreuve | Temps                               | Rang                                | Temps                       | Rang                        | Temps         | Rang         | Temps   | Rang    |
| --------------- | ------- | ----------------------------------- | ----------------------------------- | --------------------------- | --------------------------- | ------------- | ------------ | ------- | ------- |
| Mark English    | 800 m   | 1 min 45 s 15                       | 2e                                  | Exempté                     | Exempté                     | 1 min 45 s 97 | 6e           | Éliminé | Éliminé |
| Andrew Coscoran | 1 500 m | 3 min 42 s 07                       | 15e                                 | 3 min 39 s 45               | 12e                         | Éliminé       | Éliminé      | Éliminé | Éliminé |
| Cathal Doyle    | 1 500 m | 3 min 37 s 82                       | 9e                                  | 3 min 34 s 92               | 1er                         | 3 min 33 s 15 | 10e          | Éliminé | Éliminé |
| Luke McCann     | 1 500 m | 3 min 35 s 73                       | 8e                                  | 3 min 36 s 50               | 7e                          | Éliminé       | Éliminé      | Éliminé | Éliminé |
| Brian Fay       | 5 000 m | 13 min 55 s 35                      | 13e                                 | Eliminé                     | Eliminé                     | Eliminé       | Eliminé      | Eliminé | Eliminé |

| Athlètes    | Épreuve         | Qualification | Qualification | Finale      | Finale  |
| Athlètes    | Épreuve         | Performance   | Rang          | Performance | Rang    |
| ----------- | --------------- | ------------- | ------------- | ----------- | ------- |
| Eric Favors | Lancer du poids | 19,02 m       | 18e           | Éliminé     | Éliminé |

#### Femmes
| Athlètes                                                 | Épreuve          | Premier tour (ou tour préliminaire) | Premier tour (ou tour préliminaire) | Repêchage (ou premier tour) | Repêchage (ou premier tour) | Demi-finales           | Demi-finales           | Finale                 | Finale                 |
| Athlètes                                                 | Épreuve          | Temps                               | Rang                                | Temps                       | Rang                        | Temps                  | Rang                   | Temps                  | Rang                   |
| -------------------------------------------------------- | ---------------- | ----------------------------------- | ----------------------------------- | --------------------------- | --------------------------- | ---------------------- | ---------------------- | ---------------------- | ---------------------- |
| Rhasidat Adeleke                                         | 400 m            | 50 s 09                             | 1er                                 | Exemptée                    | Exemptée                    | 49 s 95                | 2e                     | 49 s 28                | 4e                     |
| Sharlene Mawdsley                                        | 400 m            | 50 s 71 PB                          | 4e                                  | 51 s 18                     | 3e                          | Éliminée               | Éliminée               | Éliminée               | Éliminée               |
| Sophie Becker                                            | 400 m            | 51 s 84                             | 6e                                  | 51 s 28                     | 2e                          | Éliminée               | Éliminée               | Éliminée               | Éliminée               |
| Ciara Mageean                                            | 1 500 m          | Forfait cause blessure              | Forfait cause blessure              | Forfait cause blessure      | Forfait cause blessure      | Forfait cause blessure | Forfait cause blessure | Forfait cause blessure | Forfait cause blessure |
| Sophie O'Sullivan                                        | 1 500 m          | 4 min 0 s 23 PB                     | 7e                                  | 4 min 3 s 73                | 4e                          | Éliminée               | Éliminée               | Éliminée               | Éliminée               |
| Sarah Healy                                              | 1 500 m          | 4 min 2 s 91                        | 7e                                  | 4 min 7 s 60                | 4e                          | Éliminée               | Éliminée               | Éliminée               | Éliminée               |
| Fionnuala McCormack                                      | Marathon         | Non disputé                         | Non disputé                         | Non disputé                 | Non disputé                 | Non disputé            | Non disputé            |                        | e                      |
| Sarah Lavin                                              | 100 m haies      | 12 s 73                             | 2e                                  | Exemptée                    | Exemptée                    | 12 s 69                | 6e                     | Éliminée               | Éliminée               |
| Kelly McGrory Sharlene Mawdsley Sophie Becker Phil Healy | Relais 4 × 400 m | 3 min 25 s 05                       | 3e                                  | Non disputé                 | Non disputé                 | Non disputé            | Non disputé            |                        | e                      |

| Athlètes       | Épreuve           | Qualification | Qualification | Finale      | Finale   |
| Athlètes       | Épreuve           | Performance   | Rang          | Performance | Rang     |
| -------------- | ----------------- | ------------- | ------------- | ----------- | -------- |
| Nicola Tuthill | Lancer du marteau | 69,90 m       | 16e           | Éliminée    | Éliminée |

| Athlètes      | Épreuve  | 100 m H | SH     | LP      | 200 m   | SL     | LJ      | 800 m         | Total | Rang |
| ------------- | -------- | ------- | ------ | ------- | ------- | ------ | ------- | ------------- | ----- | ---- |
| Kate O'Connor | Résultat | 14 s 08 | 1,77 m | 13,79 m | 24 s 77 | 5,79 m | 50,36 m | 2 min 13 s 25 | 6 167 | 14e  |
| Kate O'Connor | Points   | 967     | 941    | 780     | 908     | 786    | 867     | 918           | 6 167 | 14e  |

#### Mixte
| Athlètes                                                          | Épreuve          | Premier tour  | Premier tour | Finale   | Finale   |
| Athlètes                                                          | Épreuve          | Temps         | Rang         | Temps    | Rang     |
| ----------------------------------------------------------------- | ---------------- | ------------- | ------------ | -------- | -------- |
| Thomas Barr Christopher O'Donnell Sharlene Mawdsley Sophie Becker | Relais 4 × 400 m | 3 min 12 s 67 | 5e           | Éliminés | Éliminés |

### Aviron
| Athlètes                       | Compétition                | Série         | Série | Repêchage   | Repêchage   | Quart de finale | Quart de finale | Demi-finale   | Demi-finale | Finale        | Finale |
| Athlètes                       | Compétition                | Temps         | Rang  | Temps       | Rang        | Temps           | Rang            | Temps         | Rang        | Temps         | Rang   |
| ------------------------------ | -------------------------- | ------------- | ----- | ----------- | ----------- | --------------- | --------------- | ------------- | ----------- | ------------- | ------ |
| Daire Lynch Philip Doyle       | Deux de couple             | 6 min 13 s 24 | 1er   | Non disputé | Non disputé | Non disputé     | Non disputé     | 6 min 13 s 14 | 1er         | 6 min 15 s 17 | 3e     |
| Fintan McCarthy Paul O'Donovan | Deux de couple poids léger | 6 min 34 s 12 | 1er   | Non disputé | Non disputé | Non disputé     | Non disputé     |               | e           | 6 min 10 s 99 | 1er    |
| Ross Corrigan Nathan Timoney   | Deux sans barreur          | 6 min 32 s 69 | 3e    | Non disputé | Non disputé | Non disputé     | Non disputé     | 6 min 32 s 22 | 3e          | 6 min 30 s 49 | 6e     |

| Athlètes                                              | Compétition                | Série         | Série | Repêchage     | Repêchage   | Quart de finale | Quart de finale | Demi-finale   | Demi-finale | Finale                 | Finale    |
| Athlètes                                              | Compétition                | Temps         | Rang  | Temps         | Rang        | Temps           | Rang            | Temps         | Rang        | Temps                  | Rang      |
| ----------------------------------------------------- | -------------------------- | ------------- | ----- | ------------- | ----------- | --------------- | --------------- | ------------- | ----------- | ---------------------- | --------- |
| Alison Bergin Zoe Hyde                                | Deux de couple             | 6 min 52 s 61 | 3e    | Non disputé   | Non disputé | Non disputé     | Non disputé     | 6 min 55 s 08 | 5e          | Éliminées              | Éliminées |
| Margaret Cremen Aoife Casey                           | Deux de couple poids léger | 7 min 12 s 89 | 3e    | 7 min 11 s 38 | 1er         | Non disputé     | Non disputé     | 6 min 59 s 2  | 3e          | 6 min 54 s 57          | 5e        |
| Aifric Keogh Fiona Murtagh                            | Deux sans barreur          | 7 min 28 s 22 | 2e    |               | e           | Non disputé     | Non disputé     | 7 min 32 s 97 | 6e          | Éliminées              | Éliminées |
| Emily Hegarty Natalie Long Eimear Lambe Imogen Magner | Quatre sans barreur        | 6 min 51 s 75 | 3e    | 6 min 38 s 10 | 4e          | Non disputé     | Non disputé     | Non disputé   | Non disputé | Finale B 6 min 34 s 74 | 1er       |

### Badminton
| Athlètes        | Compétition   | Phase de groupes | Phase de groupes   | Phase de groupes | Phase de groupes | 1/8e de finale   | Quarts de finale | Demi-finales     | Finale / 3e place | Finale / 3e place |
| Athlètes        | Compétition   | Adversaire Score | Adversaire Score   | Adversaire Score | Rang             | Adversaire Score | Adversaire Score | Adversaire Score | Adversaire Score  | Rang              |
| --------------- | ------------- | ---------------- | ------------------ | ---------------- | ---------------- | ---------------- | ---------------- | ---------------- | ----------------- | ----------------- |
| Nhat Nguyen     | Simple hommes | Misha Zilberman  | Prince Dahal       | Viktor Axelsen   | e du gr. ...     |                  |                  |                  |                   |                   |
| Rachael Darragh | Simple dames  | Carolina Marín   | Jenjira Stadelmann | Non disputé      | e du gr. ...     |                  |                  |                  |                   |                   |

### Boxe
Aidan Walsh, médaillé de bronze aux Jeux olympiques de Tokyo s'incline dès le premier tour devant le jeune français Makan Traoré.
| Athlètes        | Catégorie               | 1/16e de finale     | 1/8e de finale      | Quart de finale     | Demi-finale         | Finale              | Rang |
| Athlètes        | Catégorie               | Adversaire Résultat | Adversaire Résultat | Adversaire Résultat | Adversaire Résultat | Adversaire Résultat | Rang |
| --------------- | ----------------------- | ------------------- | ------------------- | ------------------- | ------------------- | ------------------- | ---- |
| Jude Gallagher  | Poids plumes (-57 kg)   |                     | Carlo Paalam        | Éliminé             | Éliminé             | Éliminé             | e    |
| Dean Clancy     | Poids légers (-63,5 kg) | Obada Al-Kasbeh     | Éliminé             | Éliminé             | Éliminé             | Éliminé             | e    |
| Aidan Walsh     | Poids welters (-71 kg)  | Makan Traoré        | Éliminé             | Éliminé             | Éliminé             | Éliminé             | e    |
| Jack Marley (7) | Poids lourds (-92 kg)   |                     | Mateusz Bereźnicki  | Daviat Boltaev      | Éliminé             | Éliminé             | e    |

Pour les deuxièmes olympiades consécutives, Kellie Harrington se qualifie pour la finale. En demi-finale elle domine la brésilienne Beatriz Ferreira, celle-là même qu'elle avait battue en 2021 en finale à Tokyo.
| Athlètes              | Catégorie              | 1/16e de finale     | 1/8e de finale      | Quart de finale     | Demi-finale          | Finale              | Rang |
| Athlètes              | Catégorie              | Adversaire Résultat | Adversaire Résultat | Adversaire Résultat | Adversaire Résultat  | Adversaire Résultat | Rang |
| --------------------- | ---------------------- | ------------------- | ------------------- | ------------------- | -------------------- | ------------------- | ---- |
| Daina Moorehouse      | Poids mouches (-50 kg) |                     | Wassila Lkhadiri    | Éliminée            | Éliminée             | Éliminée            | e    |
| Jennifer Lehane       | Poids coqs (-54 kg)    |                     | Chang Yuan          | Éliminée            | Éliminée             | Éliminée            | e    |
| Michaela Walsh        | Poids plumes (-57 kg)  |                     | Svetlana Staneva    | Éliminée            | Éliminée             | Éliminée            | e    |
| Kellie Harrington (3) | Poids légers (-60 kg)  |                     | Alessia Mesiano 5-0 | Angie Valdés 5-0    | Beatriz Ferreira 4-1 | Yang Wenlu 4-1      | 1er  |
| Grainne Walsh         | Poids welters (-66 kg) | Luca Hámori         | Éliminée            | Éliminée            | Éliminée             | Éliminée            | e    |
| Aoife O'Rourke (2)    | Poids moyens (-75 kg)  |                     | Elżbieta Wójcik     | Éliminée            | Éliminée             | Éliminée            | e    |

### Canoë-kayak

#### Slalom
| Athlète           | Compétition | Éliminatoires | Éliminatoires | Éliminatoires | Éliminatoires | Éliminatoires  | Éliminatoires | Demi-finales | Demi-finales | Finale | Finale |
| Athlète           | Compétition | Manche 1      | Manche 1      | Manche 2      | Manche 2      | Meilleur temps | Rang          | Demi-finales | Demi-finales | Finale | Finale |
| Athlète           | Compétition | Temps         | Rang          | Temps         | Rang          | Meilleur temps | Rang          | Temps        | Rang         | Temps  | Rang   |
| ----------------- | ----------- | ------------- | ------------- | ------------- | ------------- | -------------- | ------------- | ------------ | ------------ | ------ | ------ |
| Liam Jegou        | C1 hommes   |               | e             |               | e             |                | e             |              | e            |        | e      |
| Noel Hendrick     | K1 hommes   |               | e             |               | e             |                | e             |              | e            |        | e      |
| Michaela Corcoran | C1 femmes   |               | e             |               | e             |                | e             |              | e            |        | e      |
| Madison Corcoran  | K1 femmes   |               | e             |               | e             |                | e             |              | e            |        | e      |

| Athlète           | Compétition | Contre-la-montre | Contre-la-montre | Séries | Quarts de finale | Demi- finales | Finale |
| Athlète           | Compétition | Temps            | Rang             | Rang   | Rang             | Rang          | Rang   |
| ----------------- | ----------- | ---------------- | ---------------- | ------ | ---------------- | ------------- | ------ |
| Liam Jegou        | KX1 hommes  |                  | e                | e      | e                | e             | e      |
| Noel Hendrick     | KX1 hommes  |                  | e                | e      | e                | e             | e      |
| Michaela Corcoran | KX1 femmes  |                  | e                | e      | e                | e             | e      |
| Madison Corcoran  | KX1 femmes  |                  | e                | e      | e                | e             | e      |

### Cyclisme

#### Piste
| Athlète                                              | Compétition | Qualification     | Qualification | Premier tour        | Premier tour | Finale / Classement | Finale / Classement |
| Athlète                                              | Compétition | Temps             | Rang          | Adversaire Résultat | Rang         | Adversaire Résultat | Rang                |
| ---------------------------------------------------- | ----------- | ----------------- | ------------- | ------------------- | ------------ | ------------------- | ------------------- |
| Mia Griffin Alice Sharpe Kelly Murphy Lara Gillespie | Femmes      | 4 min 12,447 s NR | 9e            | Éliminées           | Éliminées    | Éliminées           | Éliminées           |

- Réserviste : Erin Creighton

| Athlète        | Compétition | Scratch | Course tempo | Élimination | Course aux points | Course aux points | Total | Rang |
| Athlète        | Compétition | Rang    | Rang         | Rang        | Points            | Rang              | Total | Rang |
| -------------- | ----------- | ------- | ------------ | ----------- | ----------------- | ----------------- | ----- | ---- |
| Lara Gillespie | Femmes      | 15e     | 1re          | 9e          | 23                | 10e               | 99    | 10e  |

| Athlète                     | Épreuve | Points | Tours | Classement |
| --------------------------- | ------- | ------ | ----- | ---------- |
| Alice Sharpe Lara Gillespie | Femmes  | 3      | 0     | 11e        |

#### Route
| Athlète     | Compétition      | Temps          | Rang |
| ----------- | ---------------- | -------------- | ---- |
| Ben Healy   | Course en ligne  |                | e    |
| Ryan Mullen | Course en ligne  |                | e    |
| Ryan Mullen | Contre-la-montre | 37 min 57 s 16 | 12e  |

| Athlète        | Compétition     | Temps | Rang |
| -------------- | --------------- | ----- | ---- |
| Megan Armitage | Course en ligne |       | e    |

### Équitation
| Athlète      | Cheval  | Compétition | Grand Prix | Grand Prix | Grand Prix Spécial | Grand Prix Spécial | Grand Prix Spécial | Grand Prix Freestyle | Grand Prix Freestyle | Grand Prix Freestyle | Total | Total |
| Athlète      | Cheval  | Compétition | Score      | Rang       | Score              | Total              | Rang               | Score                | Total                | Rang                 | Score | Rang  |
| ------------ | ------- | ----------- | ---------- | ---------- | ------------------ | ------------------ | ------------------ | -------------------- | -------------------- | -------------------- | ----- | ----- |
| Abigail Lyle | Giraldo | Individuel  |            | e          | Non disputé        | Non disputé        | Non disputé        |                      |                      | e                    |       | e     |

| Athlète                                   | Cheval                         | Compétition | Qualification | Qualification | Qualification | Qualification | Qualification | Finale    | Finale    | Finale    | Finale | Finale |
| Athlète                                   | Cheval                         | Compétition | Pénalités     | Pénalités     | Pénalités     | Temps         | Rang          | Pénalités | Pénalités | Pénalités | Temps  | Rang   |
| Athlète                                   | Cheval                         | Compétition | Saut          | Temps         | Total         | Temps         | Rang          | Saut      | Temps     | Total     | Temps  | Rang   |
| ----------------------------------------- | ------------------------------ | ----------- | ------------- | ------------- | ------------- | ------------- | ------------- | --------- | --------- | --------- | ------ | ------ |
| Cian O'Connor Shane Sweetnam Daniel Coyle | Maurice James Kann Cruz Legacy | Par équipes | ...           | ...           |               |               | e             | ...       | ...       |           |        | e      |
| Cian O'Connor                             | Maurice                        | Individuel  |               |               |               |               | e             |           |           |           |        | e      |
| Shane Sweetnam                            | James Kann Cruz                | Individuel  |               |               |               |               | e             |           |           |           |        | e      |
| Daniel Coyle                              | Legacy                         | Individuel  |               |               |               |               | e             |           |           |           |        | e      |

| Athlète                                 | Cheval                                         | Compétition | Dressage  | Dressage | Cross-country | Cross-country | Cross-country | Saut d'obstacles | Saut d'obstacles | Saut d'obstacles | Saut d'obstacles | Saut d'obstacles | Saut d'obstacles | Total     | Total |
| Athlète                                 | Cheval                                         | Compétition | Dressage  | Dressage | Cross-country | Cross-country | Cross-country | Qualification    | Qualification    | Qualification    | Finale           | Finale           | Finale           | Total     | Total |
| Athlète                                 | Cheval                                         | Compétition | Pénalités | Rang     | Pénalités     | Total         | Rang          | Pénalités        | Total            | Rang             | Pénalités        | Total            | Rang             | Pénalités | Rang  |
| --------------------------------------- | ---------------------------------------------- | ----------- | --------- | -------- | ------------- | ------------- | ------------- | ---------------- | ---------------- | ---------------- | ---------------- | ---------------- | ---------------- | --------- | ----- |
| Susie Berry Sarah Ennis Austin O'Connor | Wellfields Lincoln Action Lady M Colorado Blue | Par équipes |           | e        |               |               | e             |                  |                  | e                |                  |                  | e                |           | e     |
| Susie Berry                             | Wellfields Lincoln                             | Individuel  |           | e        |               |               | e             |                  |                  | e                |                  |                  | e                |           | e     |
| Sarah Ennis                             | Action Lady M                                  | Individuel  |           | e        |               |               | e             |                  |                  | e                |                  |                  | e                |           | e     |
| Austin O'Connor                         | Colorado Blue                                  | Individuel  |           | e        |               |               | e             |                  |                  | e                |                  |                  | e                |           | e     |

### Golf
| Athlète          | Compétition       | Jour 1 | Jour 1 | Jour 2 | Jour 2 | Jour 2 | Jour 3 | Jour 3 | Jour 3 | Jour 4 | Jour 4 | Jour 4 |
| Athlète          | Compétition       | Score  | Rang   | Score  | Total  | Rang   | Score  | Total  | Rang   | Score  | Total  | Rang   |
| ---------------- | ----------------- | ------ | ------ | ------ | ------ | ------ | ------ | ------ | ------ | ------ | ------ | ------ |
| Rory McIlroy     | Épreuve masculine |        | e      |        |        | e      |        |        | e      |        |        | e      |
| Shane Lowry      | Épreuve masculine |        | e      |        |        | e      |        |        | e      |        |        | e      |
| Leona Maguire    | Épreuve féminine  |        | e      |        |        | e      |        |        | e      |        |        | e      |
| Stephanie Meadow | Épreuve féminine  |        | e      |        |        | e      |        |        | e      |        |        | e      |

### Gymnastique artistique
Rhys McClenaghan obtient une place de quota pour l'Irlande au meeting de gymnastique artistique de Paris 2024 en remportant l'or au Cheval d'arçons lors des Championnats du monde de gymnastique artistique 2023 En tant que spécialiste du cheval d'arçon, il n'est pas censé concourir sur l'ensemble des agrès, mais il en a le droit.
| Athlète          | Compétition       | Qualifications | Qualifications | Qualifications | Qualifications | Qualifications    | Qualifications | Qualifications | Qualifications | Finale   | Finale         | Finale   | Finale   | Finale            | Finale     | Finale | Finale |
| Athlète          | Compétition       | Appareil       | Appareil       | Appareil       | Appareil       | Appareil          | Appareil       | Total          | Rang           | Appareil | Appareil       | Appareil | Appareil | Appareil          | Appareil   | Total  | Rang   |
| Athlète          | Compétition       | Sol            | Cheval d'arçon | Anneaux        | Saut           | Barres parallèles | Barre fixe     | Total          | Rang           | Sol      | Cheval d'arçon | Anneaux  | Saut     | Barres parallèles | Barre fixe | Total  | Rang   |
| ---------------- | ----------------- | -------------- | -------------- | -------------- | -------------- | ----------------- | -------------- | -------------- | -------------- | -------- | -------------- | -------- | -------- | ----------------- | ---------- | ------ | ------ |
| Rhys McClenaghan | Concours général  |                |                |                |                |                   |                |                | e              |          |                |          |          |                   |            |        | e      |
|                  | Sol               |                | -              | -              | -              | -                 | -              | -              | e              |          | -              | -        | -        | -                 | -          | -      | e      |
|                  | Cheval d'arçons   | -              |                | -              | -              | -                 | -              | -              | e              | -        |                | -        | -        | -                 | -          | -      | e      |
|                  | Anneaux           | -              | -              |                | -              | -                 | -              | -              | e              | -        | -              |          | -        | -                 | -          | -      | e      |
|                  | Saut de cheval    | -              | -              | -              |                | -                 | -              | -              | e              | -        | -              | -        |          | -                 | -          | -      | e      |
|                  | Barres parallèles | -              | -              | -              | -              |                   | -              | -              | e              | -        | -              | -        | -        |                   | -          | -      | e      |
|                  | Barre fixe        | -              | -              | -              | -              | -                 |                | -              | e              | -        | -              | -        | -        | -                 |            | -      | e      |

### Hockey sur gazon
| Épreuve          | Premier tour     | Premier tour     | Premier tour     | Premier tour     | Premier tour         | Premier tour | Quart de finale  | Demi-finale      | Finale / MB      | Rang |
| Épreuve          | Adversaire Score | Adversaire Score | Adversaire Score | Adversaire Score | Adversaire Score     | Rang         | Adversaire Score | Adversaire Score | Adversaire Score | Rang |
| ---------------- | ---------------- | ---------------- | ---------------- | ---------------- | -------------------- | ------------ | ---------------- | ---------------- | ---------------- | ---- |
| Tournoi masculin | Belgique 0-2     | Australie 1-2    | Inde 0-2         | Argentine 1-2    | Nouvelle-Zélande 0-0 | e            |                  |                  |                  | e    |

### Natation
Mona McSharry, la nageuse de Sligo, se qualifie pour la finale en prenant le deuxième temps des demi-finales et en battant le record d'Irlande. En finale elle se hisse sur la troisième marche du podium derrière la sud-africaine Tatjana Smith et la chinoise Tang Qianting. Elle devance d'à peine un centième de seconde ses deux poursuivantes qui terminent au pied du podium. C'est la première médaille irlandaise en natation depuis 1996.
Daniel Wiffen se qualifie pour la finale du 800m en faisant le meilleur temps des séries. En finale, il atteint la première marche du podium avec un temps de 7:38:19, améliorant ainsi le record olympique. À ses côtés sur le podium, l'américain Bobby Finke (argent) et l'italien Gregorio Paltrinieri (bronze).
Avec cette médaille d'or aux Jeux Olympiques de Paris, Daniel Wiffen rapporte l'or en natation, à l'Irlande, pour la première fois depuis les Jeux Olympiques d'Atlanta en 1996.
| Athlète                                                | Épreuve            | Séries      | Séries      | Demi-finales   | Demi-finales | Finale               | Finale |
| Athlète                                                | Épreuve            | Temps       | Rang        | Temps          | Rang         | Temps                | Rang   |
| ------------------------------------------------------ | ------------------ | ----------- | ----------- | -------------- | ------------ | -------------------- | ------ |
| Tom Fannon                                             | 50 m nage libre    |             | e           |                | e            |                      | e      |
| Daniel Wiffen                                          | 800 m nage libre   | Non disputé | Non disputé | 7 min 41 s 53  | 1er          | 7 min 38 s 197:38:19 | 1er    |
| Daniel Wiffen                                          | 1 500 m nage libre | Non disputé | Non disputé | 14 min 40 s 34 | e            | 14 min 39 s 63       | 3e     |
| Max McCusker Darragh Greene Connor Ferguson Shane Ryan | 4 × 100 m 4 nages  |             | e           | Non disputé    | Non disputé  |                      | e      |
| Daniel Wiffen                                          | 10 km en eau libre | Non disputé | Non disputé | Non disputé    | Non disputé  | 1 h 57 min 20 s 1    | 18e    |

| Athlète                                                     | Épreuve              | Séries       | Séries | Demi-finales | Demi-finales | Finale       | Finale |
| Athlète                                                     | Épreuve              | Temps        | Rang   | Temps        | Rang         | Temps        | Rang   |
| ----------------------------------------------------------- | -------------------- | ------------ | ------ | ------------ | ------------ | ------------ | ------ |
| Danielle Hill                                               | 50 m nage libre      |              | e      |              | e            |              | e      |
| Danielle Hill                                               | 100 m dos            |              | e      |              | e            |              | e      |
| Mona McSharry                                               | 100 m brasse         | 1 min 5 s 74 | 3e     | 1 min 5 s 51 | 2e           | 1 min 5 s 59 | 3e     |
| Mona McSharry                                               | 200 m brasse         |              | e      |              | e            |              | e      |
| Ellen Walshe                                                | 200 m 4 nages        |              | e      |              | e            |              | e      |
| Ellen Walshe                                                | 400 m 4 nages        |              | e      | Non disputé  | Non disputé  |              | e      |
| Victoria Catterson Erin Riordan Grace Davison Danielle Hill | 4 × 100 m nage libre |              | e      | Non disputé  | Non disputé  |              | e      |
| Mona McSharry Ellen Walshe Danielle Hill                    | 4 × 100 m 4 nages    |              | e      | Non disputé  | Non disputé  |              | e      |

### Plongeon
| Athlète       | Compétition    | Tour préliminaire | Tour préliminaire | Demi-finale | Demi-finale | Finale | Finale |
| Athlète       | Compétition    | Points            | Rang              | Points      | Rang        | Points | Rang   |
| ------------- | -------------- | ----------------- | ----------------- | ----------- | ----------- | ------ | ------ |
| Jake Passmore | Tremplin à 3 m |                   | e                 |             | e           |        | e      |

| Athlète      | Compétition     | Tour préliminaire | Tour préliminaire | Demi-finale | Demi-finale | Finale | Finale |
| Athlète      | Compétition     | Points            | Rang              | Points      | Rang        | Points | Rang   |
| ------------ | --------------- | ----------------- | ----------------- | ----------- | ----------- | ------ | ------ |
| Ciara McGing | Haut-vol à 10 m |                   | e                 |             | e           |        | e      |

### Rugby à sept
| Athlètes | Épreuve          | Premier tour                  | Premier tour                 | Premier tour                   | Premier tour | Quart de finale     | MC                        | MC                            | Rang |
| Athlètes | Épreuve          | Adversaire Score              | Adversaire Score             | Adversaire Score               | Rang         | Adversaire Score    | Adversaire Score          | Adversaire Score              | Rang |
| --- | ---------------- | ----------------------------- | ---------------------------- | ------------------------------ | ------------ | ------------------- | ------------------------- | ----------------------------- | ---- |
| Niall Comerford Jordan Conroy Hugo Keenan Jack Kelly Terry Kennedy Hugo Lennox Harry McNulty Gavin Mullin Chay Mullins Mark Roche Andrew Smith Zac Ward Sean Cribbin (R) Bryan Mollen (R) | Tournoi masculin | Afrique du Sud Victoire 10-5  | Japon Victoire 40-5          | Nouvelle-Zélande Défaite 12-14 | 2e du gr. A  | Fidji Défaite 15-19 | États-Unis Victoire 17-14 | Nouvelle-Zélande Défaite 7-17 | 6e   |
| Kathy Baker Megan Burns Amee-Leigh Murphy Crowe Alanna Fitzpatrick Stacey Flood Eve Higgins Erin King Vicky Elmes Kinlan Emily Lane Ashleigh Orchard Béibhinn Parsons Lucy Rock           | Tournoi féminin  | Grande-Bretagne Défaite 12-21 | Afrique du Sud Victoire 38-0 | Australie                      | e            |                     |                           |                               | e    |

### Taekwondo
| Athlète      | Compétition    | Éliminatoires       | Quart de finale     | Demi-finale         | Repêchage           | Finale / CB         | Rang |
| Athlète      | Compétition    | Adversaire Résultat | Adversaire Résultat | Adversaire Résultat | Adversaire Résultat | Adversaire Résultat | Rang |
| ------------ | -------------- | ------------------- | ------------------- | ------------------- | ------------------- | ------------------- | ---- |
| Jack Woolley | Moins de 58 kg |                     |                     |                     |                     |                     | e    |

### Voile
Nota : le résultat barré est le plus mauvais de l’athlète concerné. Il n’est pas pris en compte dans le total.
| Athlètes                      | Compétition | Régates | Régates | Régates | Régates | Régates | Régates | Régates | Régates | Régates | Régates | Régates     | Régates     | Régates | Total net | Classement |
| Athlètes                      | Compétition | 1       | 2       | 3       | 4       | 5       | 6       | 7       | 8       | 9       | 10      | 11          | 12          | CM      | Total net | Classement |
| ----------------------------- | ----------- | ------- | ------- | ------- | ------- | ------- | ------- | ------- | ------- | ------- | ------- | ----------- | ----------- | ------- | --------- | ---------- |
| Finn Lynch                    | Laser       |         |         |         |         |         |         |         |         |         |         | non disputé | non disputé |         |           | e          |
| Robert Dickson Sean Waddilove | 49er        |         |         |         |         |         |         |         |         |         |         |             |             |         |           | e          |

| Athlètes    | Compétition  | Régates | Régates | Régates | Régates | Régates | Régates | Régates | Régates | Régates | Régates | Régates     | Régates     | Régates | Total net | Classement |
| Athlètes    | Compétition  | 1       | 2       | 3       | 4       | 5       | 6       | 7       | 8       | 9       | 10      | 11          | 12          | CM      | Total net | Classement |
| ----------- | ------------ | ------- | ------- | ------- | ------- | ------- | ------- | ------- | ------- | ------- | ------- | ----------- | ----------- | ------- | --------- | ---------- |
| Eve McMahon | Laser Radial |         |         |         |         |         |         |         |         |         |         | non disputé | non disputé |         |           | e          |